# Lago de Orfeu
Lago de Orfeu (em latim: Lacus Orphei) era uma antiga fonte romana que ficava localizada no monte Esquilino, no rione de mesmo nome de Roma, no vale entre os cumes do Cispio e o Ópio. Provavelmente ela estava em algum lugar perdo do lado exterior da Porta Esquilina, onde hoje está a moderna Piazza di San Martino ai Monti. 

## História
O nome desta fonte derivava, sem dúvida, de uma estátua de Orfeu e é possível que, no século IV, os habitantes da região tenham sido chamados de "orfienses" por causa da presença dela.
Este nome continuou a ser utilizado também durante a Idade Média: de fato, no passado, as igrejas de Santa Lucia in Selci e San Martino ai Monti eram conhecidas pelo epíteto "in Orphea".
Rodriguez-Almeida identificou o Lago de Orfeu com três círculos alinhados (o central com o dobro do tamanho dos outros dois) esculpidos na Forma Urbis.